# Peter Sefrin

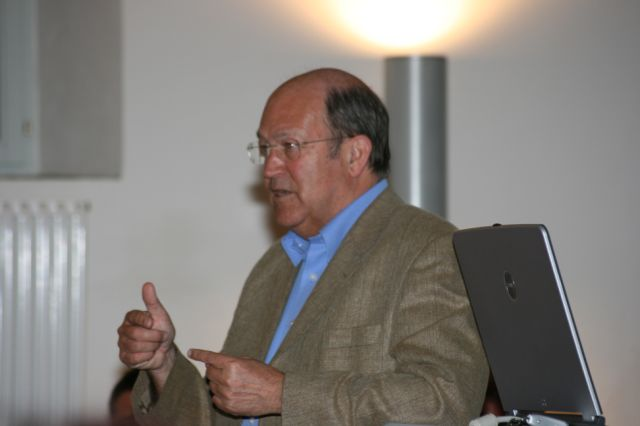
Peter Sefrin (2007)

Peter Sefrin (* 20. Mai 1941 in Heidelberg) ist ein deutscher Arzt (Anästhesiologie und Notfallmedizin), Autor medizinischer Fachbücher und Funktionär in zahlreichen Organisationen. Er prägte viele Bereiche der deutschen Notfall- und Katastrophenmedizin, gab maßgebliche Anstöße in der Entwicklung des Rettungswesens und setzte mit seinem fachlichen und politischen Einfluss wichtige Schwerpunkte in der rettungsdienstlichen Arbeit.
Er lebt in Würzburg, wo er seit 1964 an der dortigen Julius-Maximilians-Universität arbeitete, zuletzt als Oberarzt des Instituts für Anästhesiologie. Seit 1996 hat er eine Professur für präklinische Notfallmedizin inne und ist auch nach seinem Ausscheiden aus dem aktiven klinischen Dienst im Jahr 2006 als Dozent für Notfallmedizin tätig.

## Berufliche Laufbahn
Peter Sefrin studierte von 1961 bis 1967 Medizin an der Universität Würzburg und schloss mit dem Staatsexamen ab.
Seine Medizinalassistentenzeit dauerte bis 1969, am 30. September 1969 erhielt er die ärztliche Approbation. Anschließend war er bis 1973 als Assistent am Institut für Anästhesiologie der Universität Würzburg bei Karl-Heinz Weis tätig, wo er 1970 auch promoviert wurde.
Am 7. November 1973 erhielt Sefrin die Anerkennung als Facharzt für Anästhesiologie, er war weiterhin am Institut angestellt, seit 1. April 1976 als Akademischer Rat im Beamtenverhältnis auf Lebenszeit. Mit einer Arbeit über die Veränderungen des Stoffwechsels bei Mehrfachverletzten habilitierte er sich 1978. Er übernahm danach eine Oberarztstelle mit den Schwerpunkten Hals-Nasen-Ohren-Heilkunde, Neurochirurgie und Augenheilkunde. Am 1. Mai 1980 wurde er zum Akademischen Oberrat befördert und am 5. Oktober 1984 zum außerplanmäßigen Professor ernannt.
1986 wechselte er als Erster Oberarzt wieder in das Institut für Anästhesiologie und war Vertreter des Institutsvorstandes. 1996 erhielt er die Professur für präklinische Notfallmedizin und leitete seit 1997 die neugeschaffene Sektion für präklinische Notfallmedizin.
Ende September 2006 trat Peter Sefrin in den Ruhestand, ist aber weiterhin aktiv in seinen Interessensgebieten tätig. 

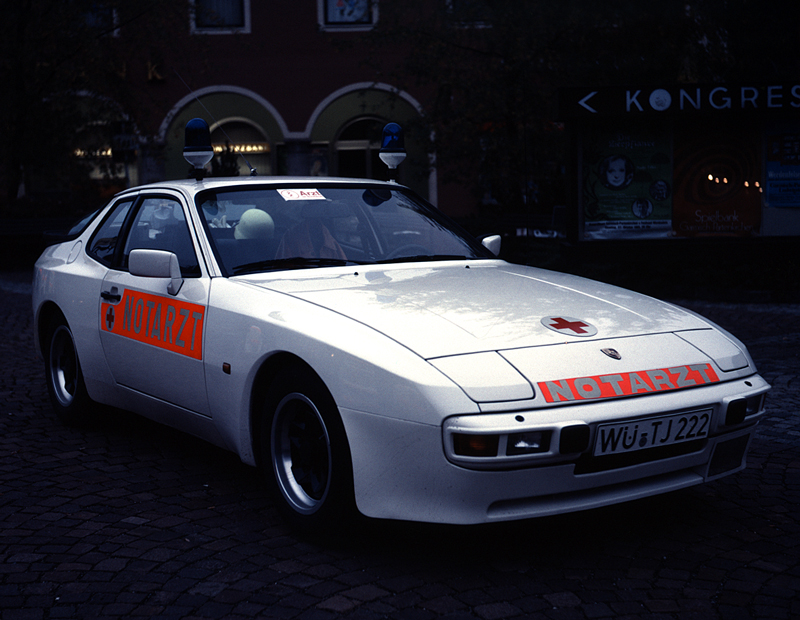
Porsche als Notarzteinsatzfahrzeug

Als aktiver Notarzt war er in Würzburg bis zu einem Alter von 78 Jahren tätig. Zeitweilig nutzte und fuhr er Fahrzeuge der Marke Porsche als Notarzteinsatzfahrzeug.

## Wissenschaftlicher Werdegang und Wahrnehmung in der Fachwelt
Seine ersten Publikationen zwischen 1965 und 1971 behandelten wiederholt die Forderung, alle Studierenden der Medizin in Erster Hilfe auszubilden.
In seiner wissenschaftlichen Karriere widmete er sich zunächst vor allem den Problemen der Reanimation. Eine Vielzahl eigener Untersuchungen, besonders zur Herz-Druck-Massage, dienten als Basis für grundsätzliche Stellungnahmen.
An der Einrichtung des Notarztdienstes in Würzburg war er ab 1967 maßgeblich beteiligt, sowohl als Praktiker im Einsatz als auch als wissenschaftlicher Begleiter und Autor zahlreicher Publikationen.
Von 1976 bis 1980 leitete er im Auftrag des Deutschen Verkehrssicherheitsrates und des Bayerischen Staatsministeriums des Innern eine Arbeitsgruppe zur medizinischen Begleitung des Projektes Modellversuch Notfallrettung Unterfranken, das für die Neustrukturierung des Rettungsdienstes wichtige Impulse setzte.
Er analysierte die Schutzwirkungen des Sicherheitsgurtes im PKW in retro- und prospektiven Studien und untersuchte die Versorgung von Polytraumatisierten als Grundlage seiner Habilitationsarbeit.
Neue Therapieverfahren und neue medikamentöse Konzepte der Notfallmedizin wurden von ihm wissenschaftlich aufgearbeitet. Eigene Forschungsarbeiten auf dem Gebiet der Notfallmedizin, der technischen Ausstattung des Rettungsdienstes und der Versorgung von Notfallpatienten wurden durch Auftragsforschung der Bundesanstalt für Straßenwesen (zum Thema Kinderunfälle) und des Bundesverwaltungsamtes (zur Sanitätsmittelbevorratung in Deutschland) ergänzt.
Über 300 Publikationen weisen ihn als Fachmann für die Fortentwicklung der Notfallmedizin aus. Er ist Herausgeber des Buches Notfalltherapie, eines Standardwerkes in der deutschen Notfallmedizin.
Er ist häufig Ehrengast, Referent und/oder Moderator bei Konferenzen zum Thema Notfallmedizin und Rettungsdienst.

## Ämter und Funktionen
Peter Sefrin hatte folgende maßgebliche Stellungen inne:
- stellvertretender Vorsitzender des gemeinsamen Beirates für Verkehrsmedizin der Bundesregierung (1983–)[1]
- Schriftleiter der Zeitschrift Der Notarzt – Notfallmedizinische Informationen (1985–2020)[1][8]
- Vorsitzender der Vereinigung der Deutschen Medizinischen Fach- und Standespresse (1996–2011)[1][9][10]

- Präsident der Deutschen Gesellschaft für Katastrophenmedizin (1989–1991, 1993–1994 und 2007–2008)[1][11]
- Vorsitzender der Sektion Rettungswesen und Katastrophenmedizin der Deutschen Interdisziplinären Vereinigung für Notfall- und Intensivmedizin (1983–)[1]
- stellvertretender Vorsitzender des Fachbereichs Medizin in der Schutzkommission beim Bundesministerium des Innern (aufgelöst 2015)[12][13]
- Bundesarzt im Deutschen Roten Kreuz (2009–2021)[14]
- Gründungsmitglied und zeitweiliger Vorsitzender der Bundesvereinigung der Arbeitsgemeinschaften der Notärzte Deutschlands (BAND)[1]
- stellvertretender Vorsitzender der Bundesvereinigung der Arbeitsgemeinschaften der Notärzte Deutschlands (BAND)[15] (bis 2019[16])
- Leiter des Fachbereichs Gesundheitswesen und Rettungsdienst im Deutschen Feuerwehrverband[17] (1991–2010)
- Bundesfeuerwehrarzt des Deutschen Feuerwehrverbandes (bis Juni 2010)[18]
- Landesarzt im Bayerischen Roten Kreuz (bis 2021)
- Vorsitzender der Arbeitsgemeinschaft der in Bayern tätigen Notärzte (AGBN)[19], die er 1981 gründete[1] (bis November 2017[20])

## Auszeichnungen
- 1986: Bundesverdienstkreuz am Bande[21]
- 1990: Goldener Dieselring für Verdienste um die Verkehrssicherheit, vom Verband der Motorjournalisten (VdM)
- 1993: Ernst-von-Bergmann-Plakette der Bundesärztekammer[21]
- 1997: Rudolf-Frey-Medaille für besondere Verdienste in der Notfallmedizin der Deutschen Gesellschaft für Anästhesiologie und Intensivmedizin (DGAI)[22]
- 2004: Bayerischer Verdienstorden, verliehen am 12. Juli 2004[23]
- 2009: Silberne Ehrennadel des Deutschen Feuerwehrverbandes, verliehen im November 2009[24]
- 2016: Bayerische Verfassungsmedaille in Silber.
- 2019: Ehrenvorsitz der Bundesvereinigung der Arbeitsgemeinschaften Notärzte Deutschlands[25]
- 2022: Ehrenmitgliedschaft im Deutschen Roten Kreuz[26]

## Veröffentlichungen (Auswahl)
- Notfalltherapie im Rettungsdienst. Urban & Schwarzenberg, München/Wien/Baltimore 1977.
- mit Wulf Skrobek: Qualifikation des Notarztes. In: Deutsche Medizinische Wochenschrift. Band 105, 1980, S. 666 ff.
- mit M. Albert und E. Schulz: Konsequenzen für die Primärversorgung von Notfallpatienten aus einer prospektiven Studie an 106 tödlichen Verläufen. In: Der Anaesthesist. Band 29, 1980, S. 667 ff.
- Polytrauma und Stoffwechsel (= Anaesthesiologie und Intensivmedizin. Band 135). Springer, Berlin / Heidelberg / New York 1981.
- mit Detlef Blumenberg: Notarzteinsatzprotokoll. In: Notfallmedizin. 7, 1981, S. 244 ff.
- mit Hans Anton Adams, J. Groh, H.-W. Harbach, A. Hoeft, Gunter Hempelmann und G. Wietasch: Inhalationsanästhesie (= AINS-Fortbildungsreihe Anästhesie I zur Fortbildung von Ärzten, Ärzten in Ausbildung, Studenten und medizinischem Personal). Glaxo Wellcome und IDM – Institut für Didaktik in der Medizin, Michelstadt 1998.